# Rosemar Coelho Neto
Rosemar Maria Coelho Neto (Miracatu, 2 de Janeiro de 1977) é uma corredora brasileira.
Natural do Vale do Ribeira, nasceu na maternidade de Juquiá mas sempre viveu em Miracatu. Começou no atletismo aos 7 anos, correndo em uma prova contra meninos e ainda vencendo. Aos 13 anos já disputava os Jogos Escolares em Registro, e com 15 anos se mudou para treinar em Cubatão, onde ficaria até seu clube acabar e ela ser contratada pela M&F/São Caetano, em 2001.
Participou de duas edições dos Jogos Olímpicos, Atenas 2004 e Pequim 2008. No primeiro, caiu nas quartas de final dos 100 metros rasos e ficou a quatro décimos de segundo da vaga para a final do revezamento 4x100m livres. No segundo, foi parte do revezamento 4x100m livres, onde, juntamente com Lucimar Aparecida de Moura, Thaissa Presti e Rosângela Santos, obteve o 4º lugar, com o tempo de 43s14, ficando a apenas 0,10 segundos do bronze olímpico, que foi obtido pela Nigéria.
Em 2016, o Comitê Olímpico Internacional retirou o ouro do revezamento da Rússia por causa de doping; com isso, o time brasileiro passou a ser o vencedor da medalha de bronze. As medalhas foram entregues à equipe no Prêmio Brasil Olímpico de 2017.
Após se aposentar, se casou com Diego Menasse, neto do bicampeão olímpico Adhemar Ferreira da Silva, e teve uma filha. Criou um projeto de atletismo em Miracatu com o propósito de inclusão social.

## Resultados
| Ano                 | Competição                                   | Local               | Posição             | Evento              | Notas               |
| Representing Brasil | Representing Brasil                          | Representing Brasil | Representing Brasil | Representing Brasil | Representing Brasil |
| ------------------- | -------------------------------------------- | ------------------- | ------------------- | ------------------- | ------------------- |
| 2000                | Campeonato Ibero-americano de Atletismo      | Rio de Janeiro      | 2°                  | 100 m               | 11.67               |
| 2001                | Campeonato Sul-Americano de Atletismo        | Manaus              | 3°                  | 100 m               | 11.79               |
| 2001                | Campeonato Sul-Americano de Atletismo        | Manaus              | 2°                  | 200 m               | 23.52               |
| 2001                | Campeonato Sul-Americano de Atletismo        | Manaus              | 1°                  | 4 × 100 m           | 44.32               |
| 2001                | Universíada                                  | Beijing             | 16° (sf)            | 200 m               | DNF                 |
| 2001                | Universíada                                  | Beijing             | 2°                  | 4 × 100 m           | 44.13               |
| 2002                | Campeonato Ibero-americano de Atletismo      | Cidade da Guatemala | 1°                  | 4 × 100 m           | 44.28               |
| 2003                | Universiada                                  | Daegu               | 7°                  | 100 m               | 11.89               |
| 2003                | Universiada                                  | Daegu               | 3°                  | 4 × 100 m           | 45.79               |
| 2004                | Campeonato Sul-Americano Sub-23 de Atletismo | Barquisimeto        | 2°                  | 4 × 100 m           | 43.49               |
| 2004                | Campeonato Ibero-americano                   | Huelva              | 5°                  | 100 m               | 11.76               |
| 2004                | Campeonato Ibero-americano                   | Huelva              | 3°                  | 200 m               | 23.83               |
| 2004                | Campeonato Ibero-americano                   | Huelva              | 3°                  | 4 × 100 m relay     | 44.13               |
| 2004                | Jogos Olímpicos                              | Atenas              | 9° (h)              | 4 × 100 m           | 43.12               |
| 2006                | Campeonato Sul-Americano                     | Tunja               | 1°                  | 100 m               | 11.53               |
| 2006                | Campeonato Sul-Americano                     | Tunja               | 1°                  | 200 m               | 23.44               |
| 2006                | Campeonato Sul-Americano                     | Tunja               | 1°                  | 4 × 100 m           | 44.72               |
| 2008                | Campeonato Ibero-Americano                   | Iquique             | 3°                  | 100 m               | 11.74               |
| 2008                | Campeonato Ibero-Americano                   | Iquique             | 3°                  | 200 m               | 23.86               |
| 2008                | Campeonato Ibero-Americano                   | Iquique             | 2nd                 | 4 × 100 m           | 44.99               |
| 2008                | Jogos Olímpicos                              | Beijing             | 3°                  | 4 × 100 m           | 43.14               |
| 2009                | Campeonato Sul-Americano                     | Lima                | 2°                  | 4 × 100 m           | 44.52               |
| 2009                | Jogos da Lusofonia                           | Lisboa              | 1°                  | 4 × 100 m           | 44.08               |
| 2009                | Campeonato Mundial                           | Berlim              | 5°                  | 4 × 100 m           | 43.13               |
| 2011                | Campeonato Sul-Americano de Atletismo        | Buenos Aires        | 3°                  | 100 m               | 11.80               |
| 2011                | Campeonato Sul-Americano de Atletismo        | Buenos Aires        | 2°                  | 4 × 100 m           | [[]]                |

## References
- «Perfil de Rosemar Coelho Neto» (em inglês). no site da World Athletics

1. 1 2  UOL Olimpíadas
2. ↑  Athlete biography: Rosemar Coelho Neto, beijing2008.cn, ret: Aug 30, 2008
3. ↑  Pista do ADC do Vale recebe o nome Rosemar Coelho Neto
4. 1 2  Rosemar Coelho
5. ↑  «Rússia é desclassificada por doping, e Brasil herda bronze no 4x100m feminino de 2008». ESPN.com.br. 16 de agosto de 2016. Consultado em 16 de agosto de 2016. Arquivado do original em 23 de agosto de 2016
6. ↑  Medalha sem pódio
7. ↑  Medalhista dos Jogos de Pequim volta a competir depois de 6 anos aposentada e vira inspiração
8. ↑  Final fora de competição